# ルキウス・プラウティウス・ウェンノ (紀元前330年の執政官)
ルキウス・プラウティウス・ウェンノ（ラテン語: Lucius Plautius Venno、生没年不詳）は紀元前4世紀の共和政ローマの政治家。紀元前330年に執政官（コンスル）を務めた。

## 出自
プレブス（平民）であるプラウティウス氏族の出身。父も祖父もプラエノーメン（第一名、個人名）はルキウスである。紀元前318年の執政官ルキウス・プラウティウス・ウェンノは息子である。

## 経歴
紀元前330年、ウェンノ執政官に就任。同僚執政官はルキウス・パピリウス・クラッススであった。執政官就任早々、ウォルスキ都市ファブレテリアとルカニア（en）からの使節がローマに到着し、サムニウムからの保護を求めてきた。彼らは、もしローマが保護してくれるならば、その支配を受け入れると述べた。両執政官はこの申し出を受け入れ、サムニウムに対してウォルスキへの侵略を止めるよう警告した。このときサムニウムはローマとの戦争の準備が出来ておらず、侵略を一時的に中止した。
この年は、プリウェルヌム（現在のプリヴェルノ）とそれと同盟したフンディ（現在のフォンディ）との戦争で始まった。プリウェルヌムの指揮官ウィトゥルウィウス・ウァックスは都市の建設者であり、プリウェルヌムだけでなくローマでも有名であった。それだけではなく、彼はローマのパラティヌスの丘に邸宅を持っていたが、そこは破壊されウァックスの牧草地と名づけられた。ウァックスはセティア、ノルバ、コラと広い範囲を襲撃していたが、クラッススはウァックスに対抗し、彼の野営地の近くに陣を取った。ウァックスはより強力な敵に対して十分な防御体制を取らず、計画もなしに戦列を敷いた。プリウェルヌム兵は、敵に対することより、自身の後ろを気にして逃走の可能性を探っていた。クラッススはウァックスに困難もなしに決定的な勝利を得たが、プリウェルヌム軍の損害も少なかった。これは戦場とウァックスの野営地が近接していたことが一因であった。夜になって、プリウェルヌム軍は隊列を整えてプリウェルヌムに撤退した。このときウェンノはプリウェルヌムからフンディ領土に向かい農村地帯を略奪していた。フンディの元老院はウェンノの所に向かい、講和とウァックスの赦免を求めた。講和と引き換えに、彼らはローマによる支配を認めるとした。ウェンノはこの条件を受け入れ、フンディはローマの都市となり、またローマ市民権が与えられることとなった。但し、ローマ元老院はフンディの忠誠を疑い、この条約を批准しなかった。しかし、その後フンディはローマに反抗することも無く、ローマに吸収されていった。一方、プリウェルヌムは両執政官が率いる軍に包囲されていたが、一方はローマに帰還して翌年の執政官選挙の準備を行った。また、この年には南イタリアに遠征していたエピロス王アレクサンドロス1世がパンドシアの戦いで味方に殺害されている（前年の紀元前331年説もある）。

## 参考資料
- ティトゥス・リウィウス『ローマ建国史』
- Yardley, J.C (2013). Rome's Italian Wars (1 ed.). Oxford: Oxford University Press
- Venning, Timothy (2011). A Chronology of the Roman Empire (1 ed.). New York: Continuum International.